# Charlton Kings
Charlton Kings är en ort och civil parish i Storbritannien.   Den ligger i grevskapet Gloucestershire och riksdelen England, i den södra delen av landet, 140 km väster om huvudstaden London. Charlton Kings ligger 95 meter över havet och antalet invånare är 11 700.
Terrängen runt Charlton Kings är platt söderut, men norrut är den kuperad. Runt Charlton Kings är det ganska tätbefolkat, med 72 invånare per kvadratkilometer. Närmaste större samhälle är Cheltenham, 3,1 km nordväst om Charlton Kings. Trakten runt Charlton Kings består till största delen av jordbruksmark.